# Justice pour mon enfant
Pour plus de détails, voir Fiche technique et Distribution.
Justice pour mon enfant (Dying to Belong) est un téléfilm américain réalisé par Gail Harvey et diffusé le 9 octobre 2021 sur la chaîne Lifetime. En France, il est diffusé le 1er septembre 2022 sur TF1. 
Il s'agit d'un remake du téléfilm Mort sur le campus diffusé en 1997.

## Synopsis
Lors de la rentrée universitaire, Olivia, étudiante en journalisme, fait la rencontre de Riley, une élève timide et souffrant d'anxiété. Riley souhaite suivre les traces de sa mère, Katherine, ancienne membre de la sororité « Pi Gamma Beta », et tente sa chance afin de rejoindre l'organisation. Sentant l'opportunité d'écrire un article sur le fonctionnement énigmatique des sororités, Olivia participe également aux sélections. Au fur et à mesure que les tests s'enchaînent, Olivia se rend compte que les activités sont en réalité des actes de bizutage.

## Fiche technique
- Titre : Justice pour mon enfant
- Titre Original : Dying to Belong
- Réalisation : Gail Harvey
- Scénario : Caitlin D. Fryers
- Pays d'origine :  États-Unis
- Langue : anglais
- Genre : Drame
- Durée : 87 minutes

## Distribution
- Shannen Doherty (VF : Anne Rondeleux) : Katherine O'Connor
- Favour Onwuka (VF : Angèle Humeau) : Olivia Rivera
- Jenika Rose (VF : Nastassja Girard) : Riley O'Connor
- Veronica Long (VF : Anne-Charlotte Piau) : Jasmine Foyle
- Synto D. Misati (VF : Baptiste Marc) : Nate Simpson
- Heidi Bauman (VF : Zina Khakhoulia) : Paige
- Karen Holness (VF : Nathalie Karsenti) : Georgia
- Jackie Wong (VF : Estelle Dehon) : Mya
- William Matzhold (VF : Pierre Saget) : Gabriel

 Source et légende : version française (VF) sur RS Doublage